# Корот Алла
Алла Корот (1 листопада 1970, Одеса) — американська акторка і танцюристка українського походження.

## Біографія
Народилася 1 листопада 1970 року в Одесі в родині Олени та Олексія Коротів. 1977 року разом із батьками емігрувала до США. Сім'я оселилася в місті Сан-Франциско, де Алла провела своє дитинство та юність.
До початку акторської кар'єри Алла Корот протягом шести років займалася танцями в колективі Ballet Celeste International, де танцювала разом із членами своєї родини. Після завершення участі в балетній трупі сім'я прийняла рішення залишитися в США та остаточно оселитися в Каліфорнії. Саме там 1987 року Алла здобула титул Miss Teen California, що стало її першим публічним визнанням у США.
1990 року Корот переїхала до Нью-Йорка, де отримала першу значну акторську роль — Дженни Норріс у популярній мильній опері Another World («Інший світ»). Саме ця роль принесла їй популярність у телеаудиторії. Вона залишила серіал у грудні 1993 року, після чого певний час епізодично з'являлася в окремих телевізійних проєктах. Згодом повернулася до мильної опери, виконавши роль Еллі Дойл у телесеріалі All My Children («Всі мої діти») у період з 1997 до 1998 року.
У подальші роки Корот знімалася в різних телевізійних серіалах. Зокрема, вона зіграла Ерін Враталов у шести епізодах серіалу Washington Police («Вашингтонська поліція»), а також з'явилася в епізодичних ролях у таких відомих серіалах, як Nip/Tuck («Частини тіла») та «24». 2007 року вона зіграла у телесеріалі General Hospital: Night Shift («Загальна лікарня: Нічна зміна»), що транслювався на каналі SOAPnet.

## Приватне життя
Алла Корот досі мешкає в Каліфорнії. Вона сповідує юдаїзм і перебуває у шлюбі з чоловіком російсько-ізраїльського походження. Разом із ним вона заснувала бренд догляду за шкірою під назвою L'Uvalla. Це підприємство функціонує у форматі вебсайту, присвяченого натуральному та органічному догляду за шкірою.

## Фільмографія
- 1990 — 1993 роки : Інший світ (телебачення) : Дженна Норріс
- 1997 — 1998 роки : Сила долі (телебачення) : Еллі Дойл
- 2000 рік : Вашингтонська поліція (телебачення) : Ерін Враталов
- 2001 рік : 24 години хроно (телебачення)
- 2003 рік : Ніп/Тук (ТВ)
- 2006 рік : Міс детектив<span typeof="mw:DisplaySpace" id="mwZA">&nbsp;</span>Джейн Доу: Так, я це добре пам'ятаю ( TV) : Урсула Восс
- 2007 рік : Загальна лікарня: нічна зміна (телебачення) : Стейсі Слоун
- 2015 рік : Я плюю на твою могилу 3